# Vajda Zoltán (politikus)
Vajda Zoltán (1974. október 15. –) magyar közgazdász, politikus.

## Élete
1993-ban érettségizett az ELTE Radnóti Miklós Gyakorlóiskolában.
Felsőfokú tanulmányait úgy az alap, mint a mesterképzésen (Budapest és Essex) Magyarországon és Angliában egyaránt végezte, 1999-ben szerezte meg közgazdász mesterdiplomáját.
2010 előtt a Világbanknál, az OECD-nél és többek között a PSZÁF-nál dolgozott; elemzőként kezdettől jelentős tapasztalatot szerzett a nyugdíjrendszerekről.
2018 óta az International Business School-ban témavezető tanár.

## Politikai pályája
A 2000-2010-es évek fordulóján ellenezte a nyugdíjreform közbizalmat elvesztő visszafordítását. 2014 óta listás mandátummal önkormányzati képviselő volt Budapest 16. kerületében.
A 2019-es önkormányzati választásokon már egyéniben győzte le fideszes ellenfelét., és számos elemzés mutatta, hogy az országos egyéni választókerületet is megnyerheti, a formálódó Egységben Magyarországért és a civilek által szervezett 2021-es előválasztáson nyert, így a kormánypárti jelölttel szemben a szövetség országgyűlési képviselőjelöltje lett.
A 2022-es választásban sikerült legyőznie fideszes ellenfelét, így ő képviseli a 13. evk-et a parlamentben 4 évig.